# Mare de Déu del Roser de Casa Franquet
La Mare de Déu del Roser de Casa Franquet és la capella particular de Casa Franquet, del poble de Vilamur, pertanyent al terme municipal de Soriguera, a la comarca del Pallars Sobirà. Formava part del seu terme primigeni.
Està situada en el mateix nucli de població de Vilamur. A finals del segle xix fou convertida en safareig públic.